# 马里安·姆尔米奇
马里安·姆尔米奇（1965年5月6日—），克罗地亚男子足球运动员，场上位置是守门员。他曾代表克罗地亚国家队参加1998年国际足联世界杯，结果获得季军。